# Adèle Clerget-Melling
Adèle Clerget, née Melling, est une artiste peintre et lithographe française née le 8 décembre 1799 à Constantinople et morte le 27 avril 1876 à Paris.

## Biographie
Adélaïde Melling est la fille d'Antoine Ignace Melling et de Franscesca Luisa Colombo.
Elle épouse, en 1819, Olivier Trasibule Clerget.
Elle expose au Salon entre 1827 et 1838, principalement des paysages.
Avec son mari, ils entreprennent un voyage dans le sud de la France.
Elle meurt à son domicile de la Rue du Pré-aux-Clercs à l'âge de 76 ans.